# هوسابير
جريدة الهوسابير (بالأرمنية:Յուսաբեր) هي جريدة يومية تصدر باللغة الأرمنية في مصر، كلمة «هوسابير» باللغة الأرمنية تعنى باعث الأمل، أسسها أرميناج موتيميديان
صدر العدد الأول من الجريدة في 30 مارس 1915م، وهي جريدة سياسية أدبية اقتصادية عامة بالقاهرة. وظلت تصدر كل يومين حتى أول فبراير 1926 فصارت تصدر يومية. ومنذ أبريل 1989، صارت تصدر حتى الآن خمس مرات أسبوعياً. وكان حزب الطاشناق بمصر هو ناشرها منذ عام 1922 حتى عام 1945، ومنذئذ، نشرتها جمعية الثقافة الأرمنية «هوسابير»، وهذه الجمعية أصبحت صاحبة امتياز الجريدة منذ عام 1979. وتغطي الجريدة المشاهد والأحداث السياسية والاقتصادية والاجتماعية والثقافية الأرمينية في مصر وأرمينيا والشتات الأرمني.